# Jason Perry
Jason Perry (ur. 29 grudnia 1969 w Leeds w Wielkiej Brytanii) – brytyjski muzyk, producent, autor tekstów, gitarzysta, główny wokalista i lider brytyjskiego zespołu rockowego A.

## Życiorys
Urodził się w Leeds, na północno-wschodnim wybrzeżu Anglii. Spędził tam swoje dzieciństwo. Gdy miał 13 lat, przeniósł się wraz z rodzicami do Suffolk. Ma brata bliźniaka, Adama. Jason był członkiem amatorskiego zespołu „Grand Designs”, który potem niejako przekształcił się w „A”. Zespół regularnie udzielał koncertów dookoła miasta i okręgu Lowestoft. W 1991 roku Jason przeniósł się do Londynu, gdzie wynajął mieszkanie z przyszłymi członkami zespołu „A”.

### Collective
W 2005 roku Jason Perry wszedł w skład zespołu produkcyjnego pod nazwą: „Collective”. Oprócz niego w skład zespołu wchodzili: jego brat Adam, jego kolega Julian Emery oraz basista zespołu „A” Daniel Carter. Ich pierwszym projektem była produkcja pierwszego albumu Matta Willisa pt. „Don’t Let It Go To Waste”. Album pokrył się złotem w Wielkiej Brytanii.
Zespół produkował i wspomagał produkcję projektów takich wykonawców jak: McFly, Sugababes, Andrea Corr, Cher.

## Dyskografia
Dyskografia wraz z zespołem A:

### Albumy studyjne
- How Ace Are Buildings (1997)
- A vs. Monkey Kong (1999)
- Hi-Fi Serious (2002)
- Teen Dance Ordinance (2005)

### Albumy Live
- Rockin’ Like Dokken (Japan Only mini Live Album)
- Exit Stage Right (mini Live Album)

### Single
- 5 in the Morning
- House Under the Ground
- Bad Idea
- Foghorn
- Number One
- Sing-A-Long
- Summer on the Underground
- Old Folks
- I Love Lake Tahoe
- A
- Nothing
- Starbucks
- Something’s Going On
- Good Time
- Rush Song
- Better Off With Him